# أندرو روك
أندرو روك (بالإنجليزية: Andrew Rock)‏ هو عداء سريع أمريكي، ولد في 23 يناير 1982 في مارشفيلد في الولايات المتحدة.

## وصلات خارجية
- أندرو روك على موقع الاتحاد الدولي لألعاب القوى (الإنجليزية)
- أندرو روك على موقع أوليمبيديا (الإنجليزية)
- أندرو روك على موقع اللجنة الأولمبية والبارالمبية الأمريكية (الإنجليزية)